# Salter

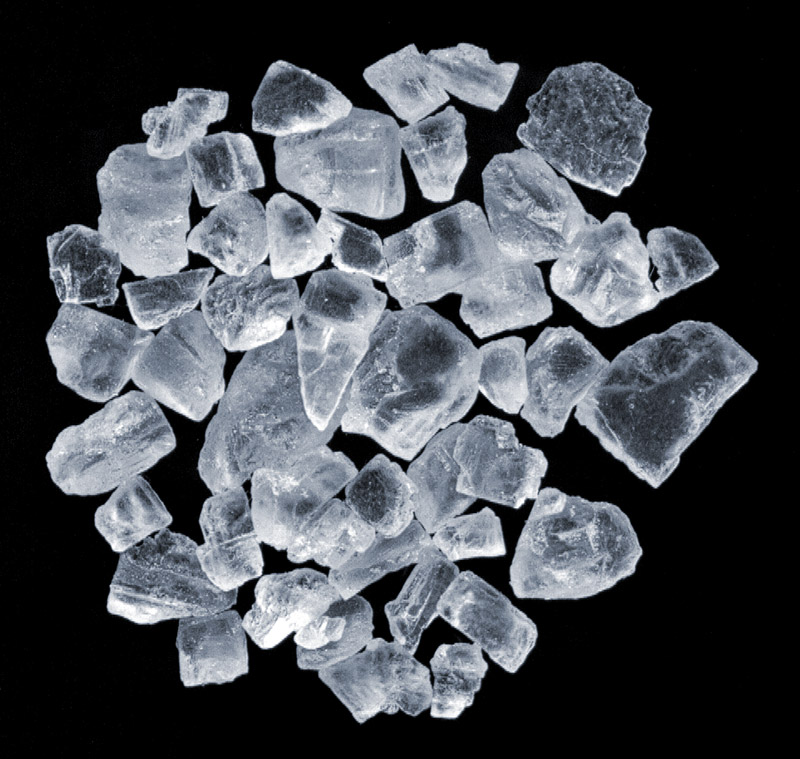
Koksalt i närbild

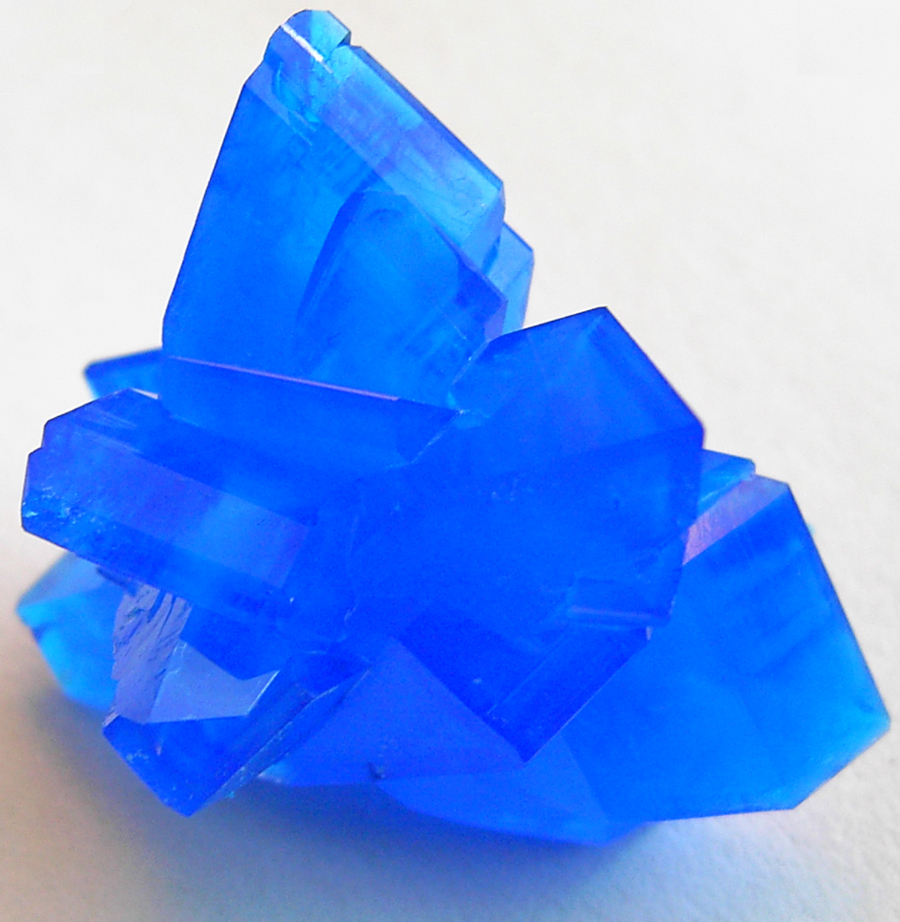
Kopparsulfatkristaller

Salter eller jonföreningar är jonbundna kemiska föreningar som består av positivt laddade katjoner och negativt laddade anjoner sammansatta så att nettoladdningen blir neutral, det vill säga noll. Ett exempel är natriumklorid NaCl (koksalt) som består av katjonen Na+ och anjonen Cl−. Ett annat är kalciumfluorid CaF2 som består av katjonen Ca2+ och anjonen F−. I det senare fallet krävs två fluoridjoner per kalciumjon för att nettoladdningen skall bli noll. En jon kan:
- bestå av en enskild atom som fluoridjonen F− eller av flera atomer som sulfatjonen SO42−
- vara oorganisk som natriumjonen Na+ och kloridjonen Cl− eller organisk som acetatjonen CH3-COO−.

I fast form bygger jonerna upp kristaller i ett strikt mönster. I lösningsmedel dissocierar jonerna, och rör sig mer oberoende av varandra. Således är till exempel kalciumsulfat dissocierat i en kalciumjon (Ca2+) och en sulfatjon (SO42−):
{\displaystyle {\rm {CaSO_{4}\rightarrow Ca^{2+}+SO_{4}^{2-}.}}}
En lösning av salt i vatten utgör en elektrolyt, dvs lösningens joner kan leda elektricitet, något som för övrigt även smälta salter kan göra.  
Molekyler som innehåller både ett katjoniskt och anjoniskt center, exempelvis aminosyror kallas zwitterjoner. Även om zwitterjoner i bokstavlig mening kan bilda salter med sig själva, i fallet aminosyror proteiner eller nylon, dissocierar den resulterade peptidbindningen  inte lätt utan har kovalent karaktär. Termen "salter" används därför inte om zwitterjon-zwitterjonföreningar.

## Bildning
Salter kan bildas på följande olika vis:
- Reaktion mellan en bas och en syra; till exempel NH3 + HCl → NH4Cl
- Reaktion mellan en metall och en syra; till exempel Mg + H2SO4 → MgSO4 + H2
- Blandning av två olika saltlösningar så att jonerna kombineras på nytt sätt och att ett av salterna är svårlösligt och därmed kristalliserar.
- Reaktion mellan en syra och en metalloxid.
- Legering av två metaller där den ena har positiv och den andra negativ laddning. Ex: 3Ni + Al →Ni3Al

## Historik
Historiskt har definitionen på salter varierat under kemins utvecklingsskeden. För mycket länge sedan tolkades salt av alkemisterna som alla fasta och oförbrännliga ämnen. Senare började man beteckna salt som kemiska föreningar med snarlika egenskaper som koksalt. Under 1700-talet definierades salter som dess förmåga att lösa sig i vatten, närmare bestämt ett salt är en kropp med förmågan att lösa sig i mindre än 500 delar vatten. I slutet på 1700-talet började de mer moderna definitionerna ta form, och man började skilja mellan syror, alkalier och medelsalter. Visserligen tolkades saltet till en början som en förening mellan två oxider, men undersökningar visade att ex. vätecyanid och saltsyra inte innehöll syre, och vid inverkan med oxider skapas både vatten och salter. 1810 framlades teorin att saltsyrade salter eller så kallade klorider inte innehåller syre utan är föreningar mellan grundämnet klor (Cl) och metaller. Svensken Berzelius framförde 1820 åsikten att salter har olika föreningar samt indelade salter i amfidsalter och haloidsalter. Den tidigare är en förening som kan antingen bestå av två oxider, så kallade syresalter, eller av två sulfider eller så kallade svavelsalter. Haloidsalter är en förening av metall och en saltbildare. Lite senare framlades definitionen att salter är föreningar där vätet (H) i en syra är ersatt med någon annan positiv jon, ofta en metalljon.
Definitionen av ett salt som produkten av en reaktion mellan en syra och en bas omfattar både jonföreningar och en del kovalenta föreningar, bland annat kvicksilver(II)klorid HgCl2, och hör ihop med Arrhenius syra-basdefinition. I och med att Johannes Brønsteds syra-basdefinition vann spridning bland kemister blev salter svårare att definiera, en  vanlig definition är att salter är föreningar som bildas när en syra och en bas reagerar..  Traditionellt räknas dock inte jonföreningar där den positiva jonen är lika med eller surare än oxoniumjonen H3O+ eller den negativa jonen är lika med eller mer basisk än OH- som salter då de reagerar med vatten. 

## Typer av salter
- Acetater - etansyrans (ättiksyrans) salter
- Borater - borsyrans salter
- Bensoater - bensoesyrans salter
- Citrater - citronsyrans salter
- Cyanider - vätecyanidens salter
- Fluorider - fluorvätesyrans salter
- Fosfater - fosforsyrans salter
- Karbonater – kolsyrans salter
- Klorider – saltsyrans salter
- Nitrater – salpetersyrans salter
- Nitriter - salpetersyrlighetens salter
- Stearater - stearinsyrans salter
- Sulfater – svavelsyrans salter
- Sulfiter – svavelsyrlighetens salter